# مرتضی صفاری
مرتضی صفاری دریادار سپاه پاسداران انقلاب اسلامی است، که هم‌اکنون به‌عنوان معاون نظارت و ارزیابی قرارگاه مرکزی خاتم‌الانبیا فعالیت می‌کند. وی در طول جنگ ایران و عراق از اعضای سپاه پاسداران انقلاب اسلامی بود. صفاری در فاصله سالهای ۱۳۷۹ تا ۱۳۸۹ فرماندهی نیروی دریایی سپاه پاسداران انقلاب اسلامی را برعهده داشت و از ۱۳۸۹ تا ۱۳۹۷ نیز فرمانده دانشگاه افسری و تربیت پاسداری امام حسین بود.